# Heppenbach
Heppenbach ist ein Dorf in der Gemeinde Amel in der Deutschsprachigen Gemeinschaft Belgiens. Es gehört seit der Gemeindefusion von 1977 zur Gemeinde Amel und hat 262 Einwohner (Stand: 1. Januar 2016). Zusammen mit der unmittelbar südlich angrenzenden Ortschaft Halenfeld, die nur durch den Hepscheider Bach von Heppenbach getrennt ist, bildet Heppenbach ein Doppeldorf mit über 500 Einwohnern.

## Geografie
Heppenbach liegt viereinhalb Kilometer nordöstlich des Ameler Kernorts, am Rand des deutsch-belgischen Naturparks Hohes Venn-Eifel. Die Staatsgrenze verläuft südöstlich in neun Kilometer Entfernung. Die Flächen westlich von Heppenbach sind vorwiegend landwirtschaftlich genutzt; östlich des Dorfes, jenseits des Ortsteils Halenfeld, schließen sich Wälder an. Zu den touristischen Anziehungspunkten des Ortes gehört ein Waldlehrpfad.
Durch die Gemeindefusion von 1920 wurde Heppenbach zum Hauptort der Dörfer Mirfeld, Möderscheid und Valender.

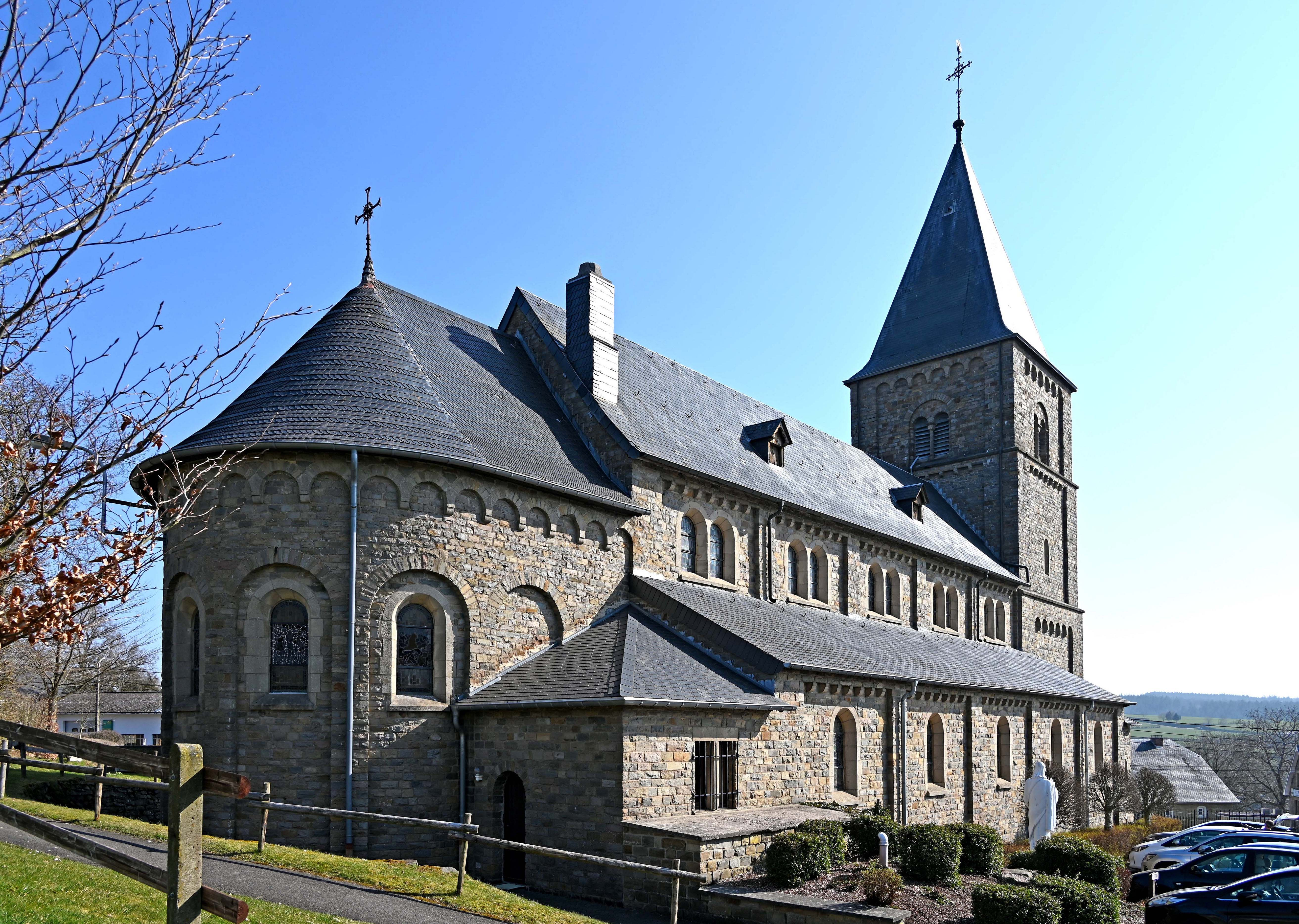
Die Heppenbacher Kirche
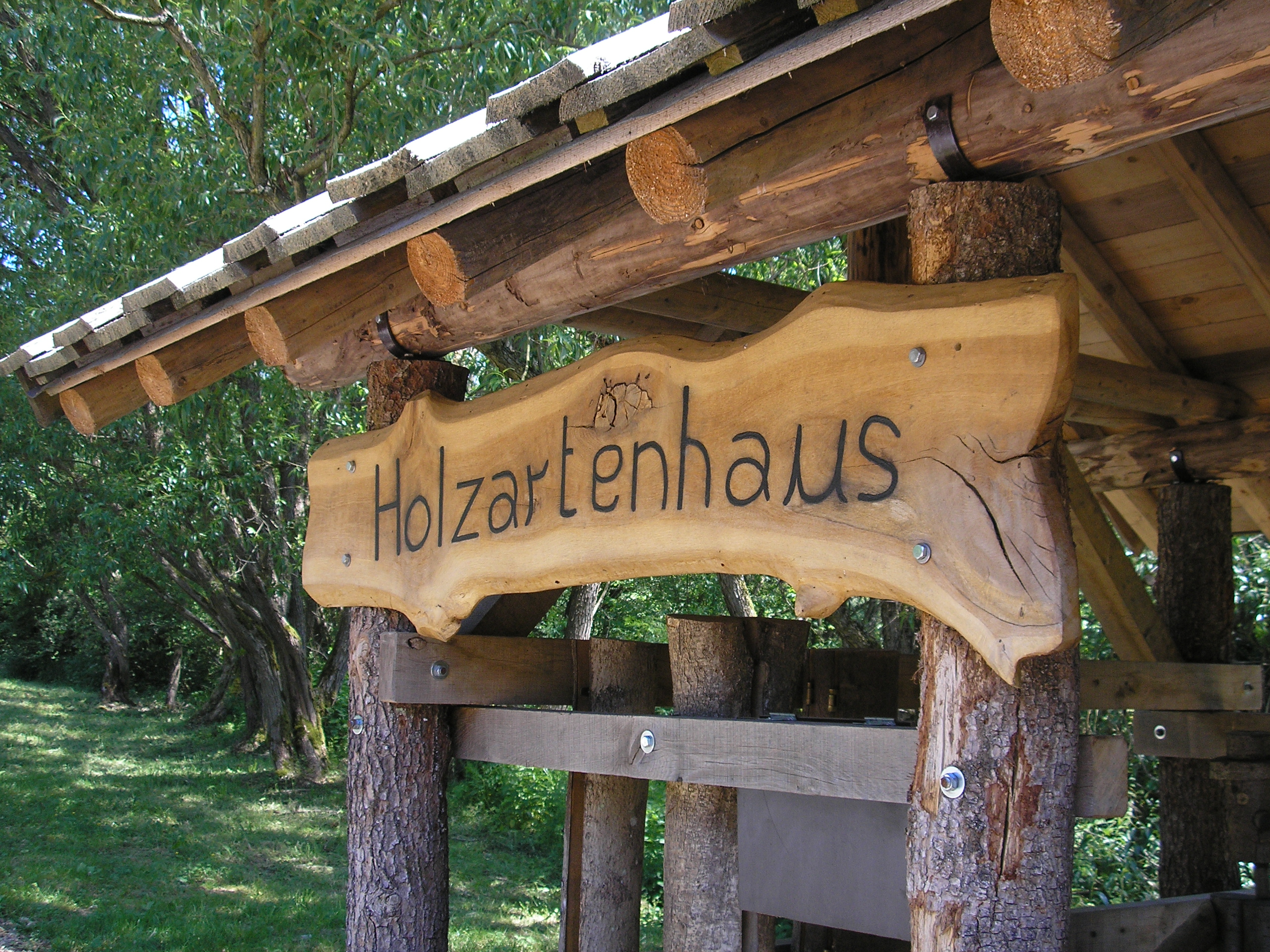
Der Waldlehrpfad östlich von Halenfeld
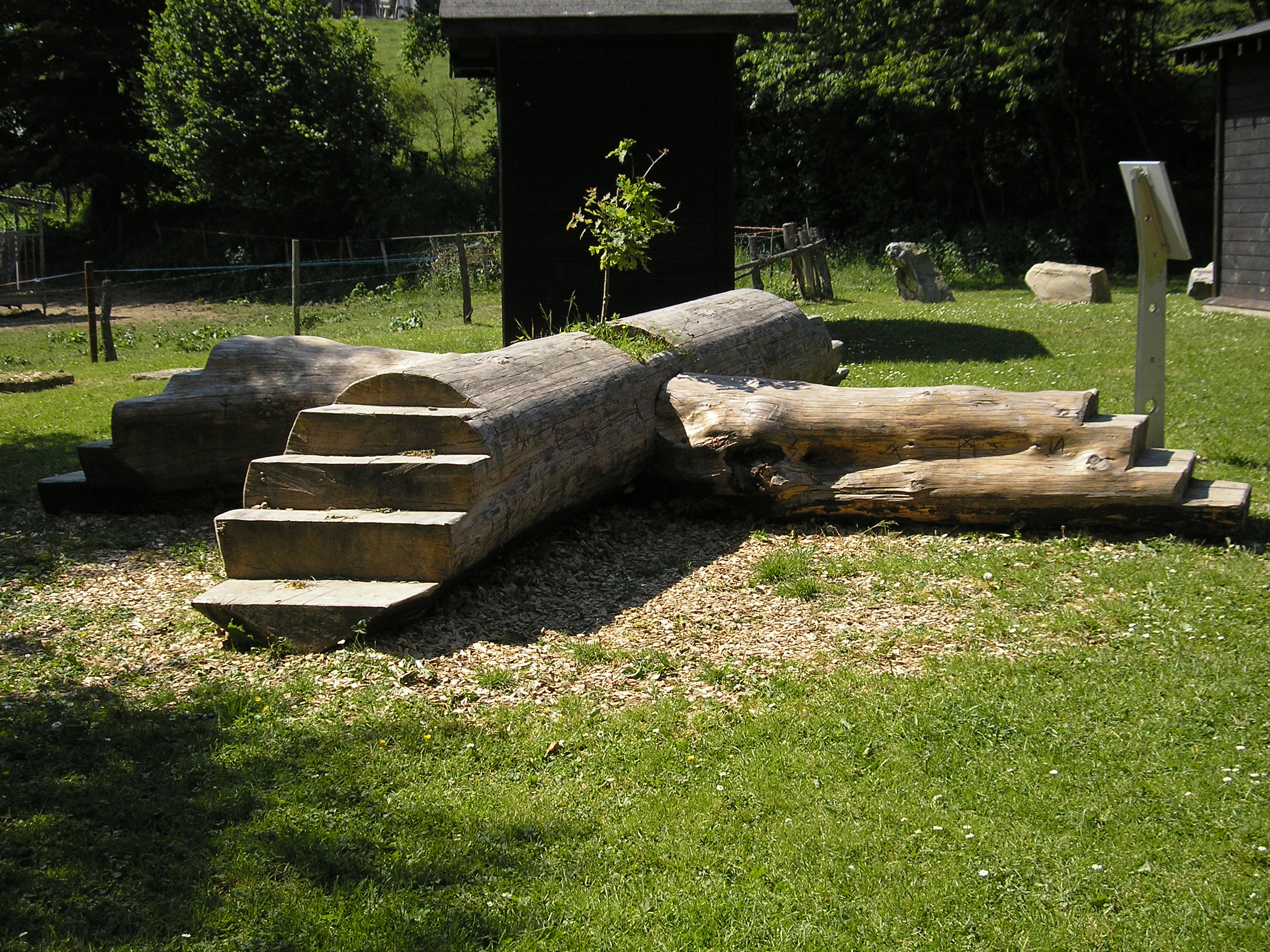
Der Waldlehrpfad